# Gobierno de la provincia del Chubut
El gobierno de la provincia del Chubut hace referencia al poder ejecutivo de esta provincia argentina. El gobernador de la provincia del Chubut se elige cada cuatro años en comicios libres, secretos y obligatorios, con posibilidad de una sola reelección.

## Reglamentaciones constitucionales
El poder ejecutivo provincial es ejercido por un ciudadano con el tratamiento de «Señor Gobernador». El gobernador y vicegobernador son elegidos por un período de cuatro años, permitiéndose la reelección por un solo período consecutivo. Los requisitos que deben cumplir para presentarse al cargo son:
1. Tener al menos treinta años de edad.
2. Ser argentino nativo o por opción.
3. Tener residencia en la Provincia durante los cuatro años anteriores inmediatos a la elección, salvo caso de ausencia motivada por servicios a la Nación o a la Provincia, o en organismos internacionales de los que la Nación forma parte.

El gobernador es el jefe del estado provincial, teniendo a su cargo la administración del mismo y la dirección y ejecución de las leyes. Puede nombrar ministros, en el número y competencias que determine la ley.
El vicegobernador es quien preside la legislatura de la provincia y es el encargado de reemplazar al gobernador en caso de acefalía.

## Política

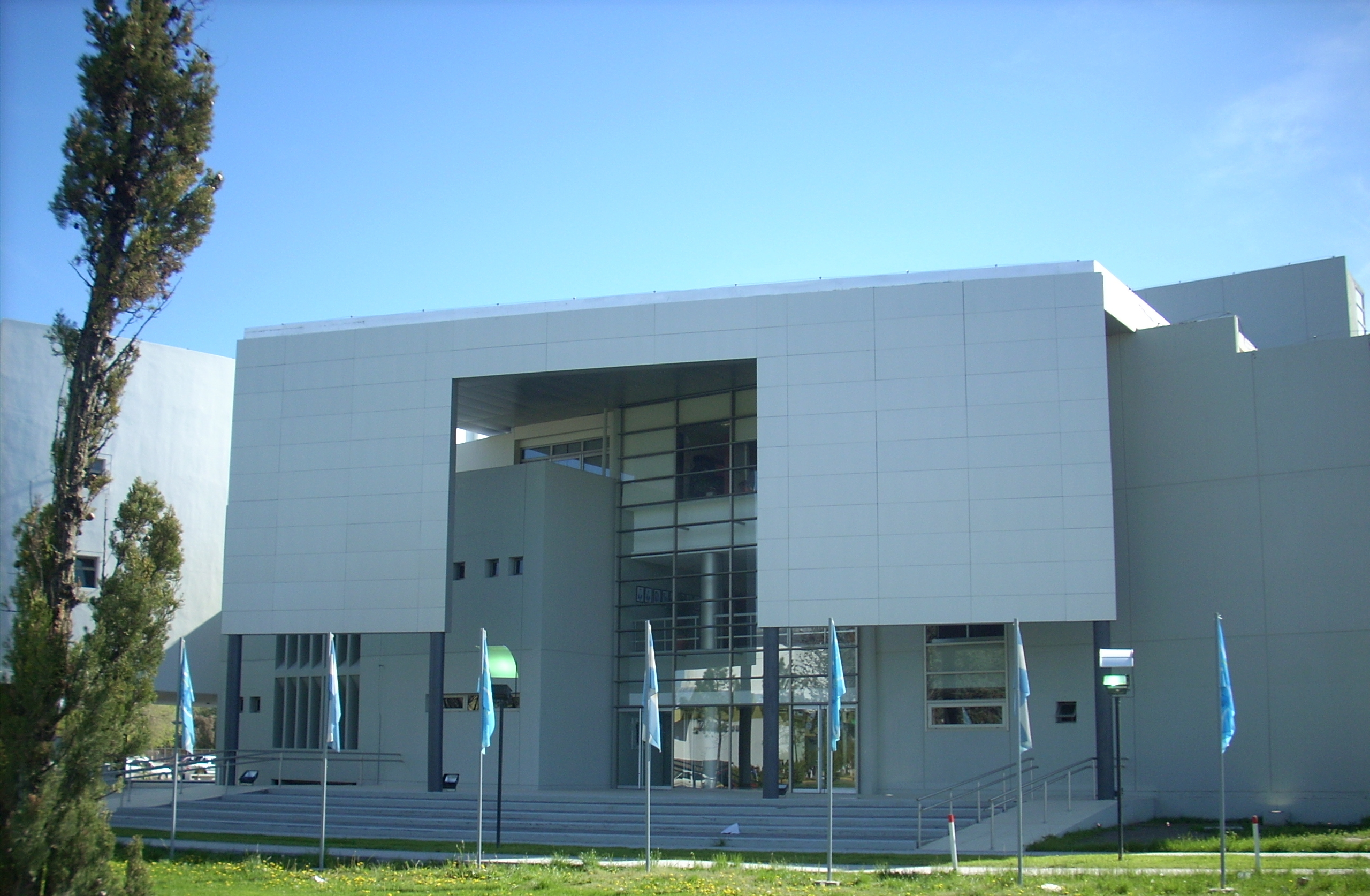
Sede de la legislatura provincial.

El Poder Ejecutivo de la provincia del Chubut es ejercido por un gobernador elegido cada cuatro años por elección popular directa. El gobernador es asesorado por un cuerpo de ministros que él mismo designa, presididos por un Ministro Coordinador de Gabinete.
El poder legislativo es ejercido por una legislatura compuesta por 27 diputados, presidida por el vicegobernador.
El poder judicial de la provincia es encabezado por el Tribunal Superior de Justicia, y diversas cámaras de apelaciones y juzgados divididos territorialmente en siete jurisdicciones. El interés público es representado por un Ministerio Público Fiscal. El 3 de diciembre de 2019, fue sancionada la ley 30 que establece los tribunales de jurados ciudadanos para entender en ciertas causas criminales.

## Símbolos

### Escudo
En 1964, bajo la sanción de la Ley 523 se creó el Día del Escudo de la Provincia del Chubut. Un año antes, la Legislatura convocó a un concurso donde se presentaron más de 400 diseños siendo el ganador Jorge Rodríguez, oriundo de Río Gallegos.

### Bandera
La bandera de Chubut fue adoptada oficialmente el 6 de enero de 2005. Bajo la Ley 5292. Donde se declara el 15 de junio de cada año Día de la Bandera de la Provincia del Chubut, en conmemoración a la fecha de sanción de la Ley Nacional Nº 14.408 por la cual se creó la Provincia del Chubut en 1955.

## Autoridades actuales

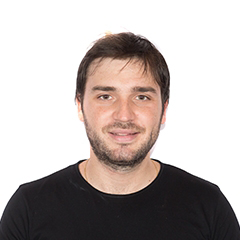
Ignacio Agustín Torres, actual gobernador de la Provincia del Chubut.

| Cartera                                  | Titular         | Periodo                           |
| ---------------------------------------- | --------------- | --------------------------------- |
| Ministerio de Gobierno                   | Andrés Meiszner | 9 de diciembre de 2023 - presente |
| Ministerio de Economía                   | Facundo Ball    | 9 de diciembre de 2023 - presente |
| Ministerio de Seguridad y Justicia       | Héctor Iturrioz | 9 de diciembre de 2023 - presente |
| Ministerio de Educación                  | José Luis Punta | 9 de diciembre de 2023 - presente |
| Ministerio de Desarrollo Humano          | Elba Willhuber  | 9 de diciembre de 2023 - presente |
| Ministerio de Energía e Hidrocarburos    | Federico Ponce  | 9 de diciembre de 2023 - presente |
| Ministerio de Turismo y Áreas Protegidas | Diego Lapenna   | 9 de diciembre de 2023 - presente |
| Ministerio de Producción                 | Digna Hernando  | 9 de diciembre de 2023 - presente |

| Secretaría                                                 | Titular           | Periodo                           |
| ---------------------------------------------------------- | ----------------- | --------------------------------- |
| Secretaría General de Gobierno                             | Guillermo Aranda  | 9 de diciembre de 2023 - presente |
| Secretaría de Coordinación de Gabinete                     | Guillermo Almirón | 9 de diciembre de 2023 - presente |
| Secretaría Salud                                           | Sergio Wisky      | 9 de diciembre de 2023 - presente |
| Secretaría de Infraestructura y Planificación              | Álvarez de Celis  | 9 de diciembre de 2023 - presente |
| Secretaría de Pesca                                        | Andrés Arbeletche | 9 de diciembre de 2023 - presente |
| Secretaría de Bosques                                      | Tegid Alin Evans  | 9 de diciembre de 2023 - presente |
| Secretaría de Ambiente y Control de Desarrollo Sustentable | Juan José Rivera  | 9 de diciembre de 2023 - presente |
| Secretaría de Trabajo                                      | Nicolás Zárate    | 9 de diciembre de 2023 - presente |
| Secretaría de Vinculación Ciudadana                        | Laura Mirantes    | 9 de diciembre de 2023 - presente |
| Banco del Chubut                                           | Paulino Caballero | 9 de diciembre de 2023 - presente |
| Fiscal de Estado                                           | Andrés Giacomone  | 9 de diciembre de 2023 - presente |
| Instituto Provincial de la Vivienda y Desarrollo Urbano    | Federico Esteves  | 9 de diciembre de 2023 - presente |
| Instituto de Asistencia Social                             | Ramiro Ibarra     | 9 de diciembre de 2023 - presente |

## Autoridad en Instituciones
El Gobierno de la provincia del Chubut tiene una autoridad total siéndose presidente en las siguientes instituciones:
- Banco del Chubut
- ISSyS (Seros) (Obra social)